# Centraal-Amerikaanse vulkanische boog

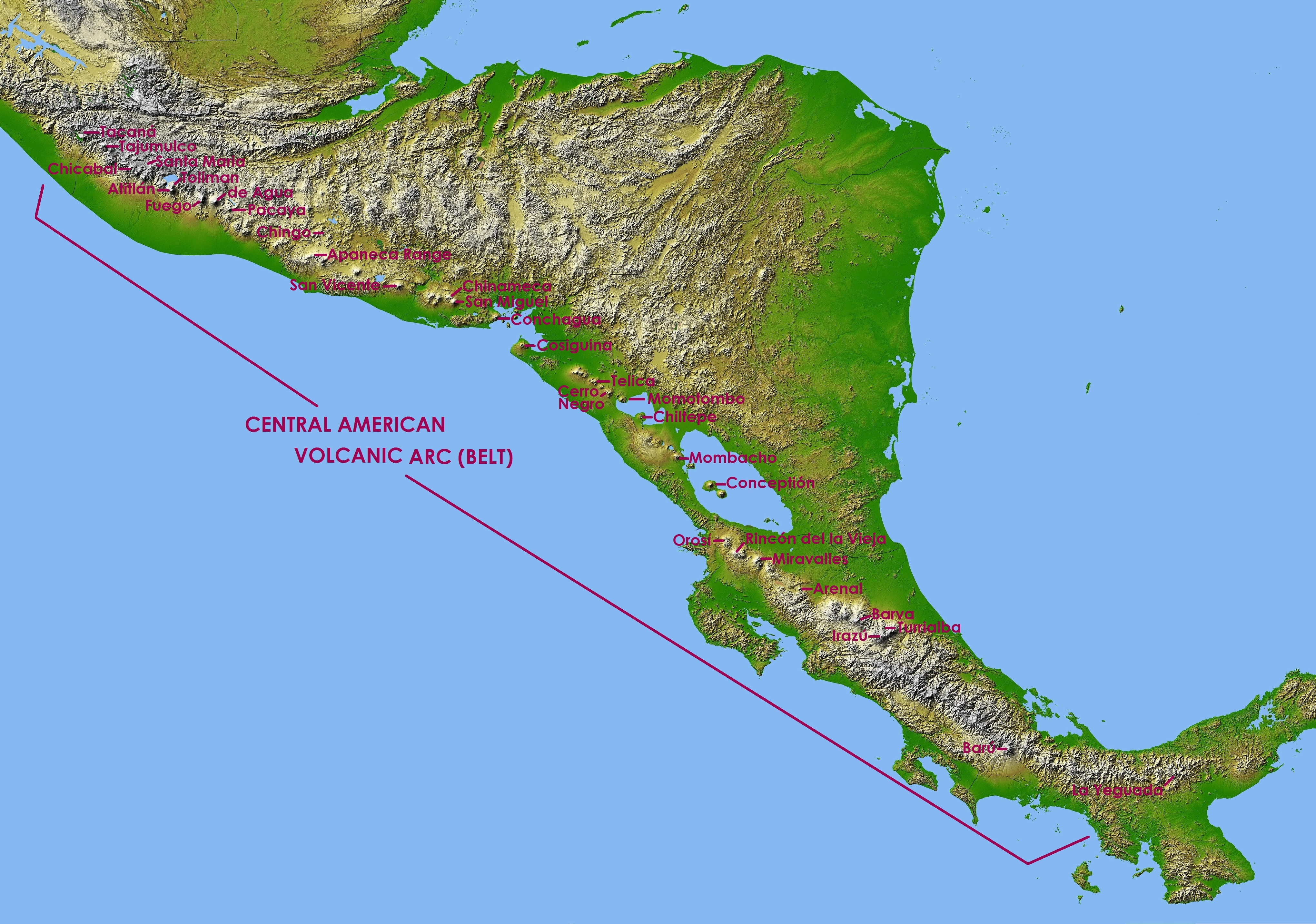
Kaart van de Centraal-Amerikaanse vulkanische boog, met de locaties van verschillende vulcanen.

Grafische weergave van een subductiezone.

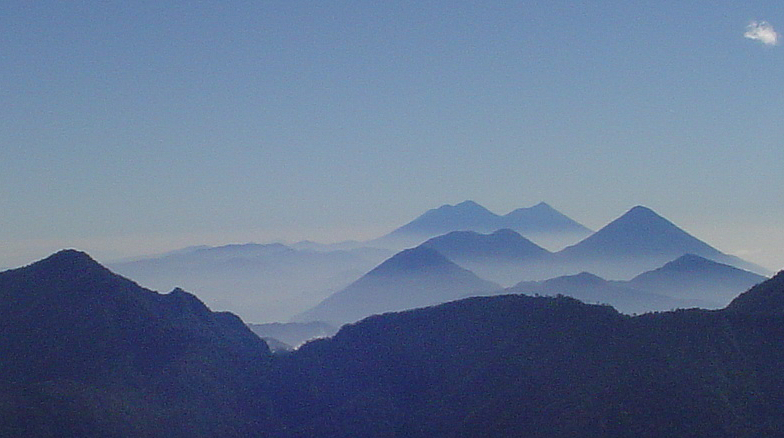
Vulkanisch front van de Sierra Madre.

De Centraal-Amerikaanse vulkanische boog is een keten van vulkanen die zich uitstrekt langs de westkust van Guatemala, El Salvador, Honduras, Nicaragua, Costa Rica en Noord-Panama. Deze vulkanische boog, met een lengte van 1500 km is gevormd door een actieve subductie zone langs de westelijke rand van de Caribische plaat.
De Centraal-Amerikaanse vulkanische boog bestaat uit honderden vulkanische formaties, uiteenlopend van grote stratovulkanen tot lavakoepels en sintelkegels. Een deel van deze vulkanen heeft zware uitbarstingen voortgebracht, zoals de kolossale VEI 6 uitbarsting van de Santa María-vulkaan in 1902. Centraal-Amerika's hoogste vulkanen, Tajumulco en Tacaná, bevinden zich in Guatemala en reiken tot boven de 4.000 meter. Verschillende vulkanen in Centraal-Amerika zijn op dit moment actief, waaronder de Arenal, Turrialba, Irazú, Poás in Costa Rica; Cerro Negro, San Cristóbal, Concepción in Nicaragua; San Miguel, Santa Ana, Izalco in El Salvador; Santa Maria/Santiaguito, Pacaya, Fuego in Guatemala.